# Джени Хендрикс
Джени Хендрикс (на английски: Jenny Hendrix) е артистичен псевдоним на Хедър Ан Дорси (Heather Ann Dorsey) – американска порнографска актриса и модел.

## Биография

### Ранен живот
Родена е на 5 април 1986 година в град Ню Порт Ричи, щата Флорида, САЩ и е от италианско—филипински произход.
Учи в Ню Порт Ричи, където през 2004 г. завършва гимназията „Гълф“. Като ученичка е замесена в скандал, заради публикувани в интернет голи снимки на нея и на нейни приятелки.
Работи като модел за „Hawaiian Tropic“ и „Rockstar Energy Drink“, а също и като екзотична танцьорка.

### Кариера
В порнографската индустрия
Започва кариерата си като актриса в порнографската индустрия през 2004 г., когато е на 18-годишна възраст. Дебютът ѝ е в интернет сцена за компанията „Reality Kings“, снимана във Флорида. След това продължава със сериите „Captain Stabbin“, в които се появява с псевдонима Хана. Използва и други псевдоними, но постепенно се утвърждава Джени Хендрикс.
След като става порноактриса напуска родния си град Ню Порт Ричи и се установява да живее в Маями, а по-късно в Джаксънвил.
През 2007 г. започва да прави анален секс, а през същата година снима и първото си двойно проникване в сцена от филма „Аналните преживявания на Джени Хендрикс“.
През февруари 2008 г. напуска агенцията „LA Direct Models“ и обявява, че ще се представлява сама.
На 23 декември 2008 г. увеличава размера на гърдите си, като ѝ са поставени импланти.
В началото на 2010 г. се завръща в редиците на „LA Direct Models“ след двегодишно отсъствие и подписва нов договор с агенцията, като се предвижда участието на актрисата в редица порнографски пародии на популярни игрални филми, сред които и порноверсията на Батман – „Batman XXX“.
Като част от кариерата си на порноактриса участва и в еротичните изложения на „AVN Adult Entertainment“ – AVN Adult Entertainment Expo в Лас Вегас, а също и в еротичните изложения „Erotica L.A.“, които се организират в Лос Анджелис.
На 19 август 2011 г. обявява на своя профил в Туитър, че прекратява кариерата си в порноиндустрията. В свое интервю заявява, че ще се насочи към мейнстрийм проекти.
Мейнстрийм
През 2007 г. Хендрикс търси съдействието на полицията след поредния скандал с приятеля ѝ Джереми Дудна, който е също порноактьор, познат с псевдонима Джак Спейд. Случилото се обаче влиза в новините и е съобщено по телевизията, като е използвано за първи път истинското ѝ име – Хедър Дорси.
След оповестяването на истинското име на Хендрикс и къде живее тя, се разразява друг сериозен скандал. Домът ѝ е обявен за място, където се провеждат постоянно партита с алкохол, наркотици, секс и на които присъстват и непълнолетни лица. Новината за това става факт след като родител от Джаксънвил влиза в MySpace страницата на своя син и открива там контактите му с порноактрисата. Според информация на FirstCoastNews.com властите са разследвали за това Хедър Дорси и бившия ѝ приятел Джереми Дудна. Проучване на същата информационна медия показало, че Хендрикс предлагала услугите си като компаньонка, а според запознати искала между 800 и 1000 долара на час. Също така в публикация в adultfyi.com се твърди, че успоредно със снимането на порнофилми през 2005 и 2006 г. Хендрикс работи и като компаньонка за ескорт агенцията Bella Models, която предлага услугите на своите момичета за най-малко 1500 долара на час, а при пътуване сумата започва от 6000 долара за един ден.
През декември 2007 г. подписва договор за ко-водещ на всекидневно интернет спортно радио шоу, излъчвано по уебсайтовете PF13Football.com и ArenaFootballWeekly.com.
През февруари 2008 г. гостува в Мексико на състоялото се в столицата Мексико сити еротично изложение. Там участва в телевизионно предаване по канал на Телевиса и в радио шоу, а мексиканският всекидневник „El Universal“ публикува статия за нея със заглавие „Доминиращата жена“ (на испански: „Una mujer dominante“)
Играе малка роля в американския игрален филм „Live Evil“ – филм на ужасите с режисьор Джей Воелфел. В интервю за сайта на „AVN“ Хендрикс казва, че вече е имала няколко участия в игрални филми, например „От местопрестъплението“, както и участия в телевизионни предавания, но в „Live Evil“ ролята ѝ за първи път не е само на статист, а включва реплики. На 25 септември 2008 г. тя присъства и на премиерата на филма „Live Evil“, която е част от „The Valley Film Festival“.
Участва в цензурираните и нецензурираните версии на клиповете на песните „I’m in Miami Bitch“ на групата LMFAO и „10 Miles Wide“ на рок/емокор групата Escape The Fate.

## Награди и номинации

### Носителка на награди
AVN награда
- 2009: AVN награда за най-добра секс сцена с тройка – „Аналните преживявания на Джени Хендрикс“ (с Дилайла Стронг и Майкъл Стефано).[27][12]

### Номинации
AVN награда
- 2009: Номинация за AVN награда за жена изпълнител на годината.[28]
- 2009: Номинация за AVN награда за най-добра анална секс сцена – „Аналните преживявания на Джени Хендрикс“ (с Мануел Ферара).[29]
- 2009: Номинация за AVN награда за най-добра секс сцена с двойно проникване – „Търсене в аналната кухина 4“ (с Ерик Евърхард и Стив Холмс).[30]
- 2009: Номинация за AVN награда за най-добра секс сцена с двойно проникване – „Аналните преживявания на Джени Хендрикс“ (с Йън Скот и Стив Холмс).[30]
- 2009: Номинация за AVN награда за най-добра POV секс сцена – „Fucked on Sight 3“ с Мануел Ферара.
- 2009: Номинация за AVN награда за най-добра тройка в секс сцена – „Secretary's Day 2“ (с Ребека Линарес и Том Байрън).
- 2009: Номинация за AVN награда за най-добра тройка в секс сцена – „Secretary's Day 2“ (с Ребека Линарес и Том Байрън).
- 2009: Номинация за AVN награда за най-добро закачливо изпълнение – „Аналните преживявания на Джени Хендрикс“.
- 2009: Номинация за AVN награда за най-възмутителна секс сцена – „Milk Nymphos 2“
- 2010: Номинация за AVN награда за най-добра групова секс сцена – „Ass Worship 11“ (с Джери, Мистър Пет и Стив Холмс).[31]

XRCO награда
- 2008: Номинация за XRCO награда за оргазмен оралист.[32][33]

F.A.M.E. награда
- 2008: Номинация за F.A.M.E награда за любима орална звезда.[34]
- 2008: Номинация за F.A.M.E награда за най-мръсно момиче в порното.[34]
- 2009: Номинация за F.A.M.E награда за любима орална звезда.[35]
- 2009: Номинация за F.A.M.E награда за любима анална звезда.[35]
- 2009: Номинация за F.A.M.E награда за най-горещо тяло.[35]
- 2009: Номинация за F.A.M.E награда за най-мръсно момиче в порното.[35]
- 2009: Номинация за F.A.M.E награда за любимо дупе.[35]
- 2010: Финалистка за F.A.M.E. награда за любимо дупе.[36]
- 2010: Номинация за F.A.M.E. награда за най-горещо тяло.[36]
- 2010: Номинация за F.A.M.E. награда за любима анална звезда.[36]
- 2010: Номинация за F.A.M.E. награда за любима орална звезда.[36]

XBIZ награда
- 2008: Номинация за XBIZ награда за нова звезда на годината.[37]
- 2009: Номинация за XBIZ награда за жена изпълнител на годината.[38]